# Hemaris staudingeri
Hemaris staudingeri là một loài bướm đêm thuộc họ Sphingidae. Loài này có ở phía đông và miền trung Trung Quốc phía bắc đến phía khu vực nam of the Viễn Đông Nga.
Sải cánh khoảng 37–40 mm.
Mỗi năm loài này có hai thế hệ in Trung Quốc, Cá thể trưởng thành mọc cánh từ tháng 4 tới tháng 7/tháng 8.
Ấu trùng được ghi nhận ăn các loài Lonicera.